# Peter Radford
Peter Frank Radford (* 20. September 1939 in Walsall) ist ein ehemaliger britischer Sprinter. Obwohl er als Kind mit einem Nierenproblem lange Zeit im Rollstuhl verbringen musste, hatte er eine erfolgreiche duale Karriere.
Bei den Olympischen Sommerspielen 1960 in Rom gewann er die Bronzemedaille über 100 Meter hinter dem Deutschen Armin Hary (Gold) und dem US-Amerikaner Dave Sime (Silber) sowie die Bronzemedaille in der 4-mal-100-Meter-Staffel zusammen mit seinen Teamkollegen David Jones, David Segal und Nick Whitehead, hinter den Teams aus Deutschland (Gold) und der Sowjetunion (Silber).
Weitere Erfolge waren die Bronzemedaille im 100-Meter-Lauf und die Bronzemedaille in der 4-mal-100-Meter-Staffel bei den Europameisterschaften 1958 in Stockholm sowie zweimal die Goldmedaille im 4-mal-110-Yards-Staffellauf bei den British Empire and Commonwealth Games 1958 in Cardiff und 1962 in Perth.

## Sportfunktionär und Sportwissenschaftler
Nach 1965 lebte und arbeitete Radford zwölf Jahre in Kanada und den USA. Als er zurückkam, wurde er Gründungsdirektor des Sportinstituts der Glasgow University und ehrenamtlicher Präsident des Britischen Leichtathletikverbandes UK Athletics (UKA). Von 1993 an wurde er hauptamtlicher Präsident und später Professor für Sportwissenschaft an der Brunel University in London.